# Banglades a 2016. évi nyári olimpiai játékokon
Banglades a brazíliai Rio de Janeiróban megrendezett 2016. évi nyári olimpiai játékok egyik részt vevő nemzete volt. Az országot az olimpián 5 sportágban 7 sportoló képviselte, akik érmet nem szereztek.

## Atlétika
Férfi
| Versenyző     | Versenyszám | Selejtező | Selejtező | Selejtező | Előfutam | Előfutam | Előfutam | Elődöntő | Elődöntő | Elődöntő | Döntő   | Döntő    |
| Versenyző     | Versenyszám | Idő       | Hely.     | Össz.     | Idő      | Hely.    | Össz.    | Idő      | Hely.    | Össz.    | Idő     | Helyezés |
| ------------- | ----------- | --------- | --------- | --------- | -------- | -------- | -------- | -------- | -------- | -------- | ------- | -------- |
| Masbah Ahmmed | 100 m       | 11,34     | 4.        | 14.       | kiesett  | kiesett  | kiesett  | kiesett  | kiesett  | kiesett  | kiesett | kiesett  |

Női
| Versenyző    | Versenyszám | Selejtező | Selejtező | Selejtező | Előfutam | Előfutam | Előfutam | Elődöntő | Elődöntő | Elődöntő | Döntő   | Döntő    |
| Versenyző    | Versenyszám | Idő       | Hely.     | Össz.     | Idő      | Hely.    | Össz.    | Idő      | Hely.    | Össz.    | Idő     | Helyezés |
| ------------ | ----------- | --------- | --------- | --------- | -------- | -------- | -------- | -------- | -------- | -------- | ------- | -------- |
| Shirin Akter | 100 m       | 12,99     | 5.        | 17.       | kiesett  | kiesett  | kiesett  | kiesett  | kiesett  | kiesett  | kiesett | kiesett  |

## Golf
| Versenyző       | Versenyszám  | 1. forduló | 1. forduló | 2. forduló | 2. forduló | 3. forduló | 3. forduló | 4. forduló | 4. forduló | Összesen | Összesen | Összesen |
| Versenyző       | Versenyszám  | Pont       | Par        | Pont       | Par        | Pont       | Par        | Pont       | Par        | Pontszám | Par      | Helyezés |
| --------------- | ------------ | ---------- | ---------- | ---------- | ---------- | ---------- | ---------- | ---------- | ---------- | -------- | -------- | -------- |
| Siddikur Rahman | Férfi egyéni | 75         | +4         | 70         | −1         | 75         | +4         | 75         | +4         | 295      | +11      | 58.      |

## Íjászat
Női
| Versenyző   | Versenyszám | Selejtező | Selejtező | 64-es főtábla                     | 32-es főtábla     | Nyolcaddöntő      | Negyeddöntő       | Elődöntő          | Döntő             | Helyezés |
| Versenyző   | Versenyszám | Pont      | Kiemelés  | Ellenfél Eredmény                 | Ellenfél Eredmény | Ellenfél Eredmény | Ellenfél Eredmény | Ellenfél Eredmény | Ellenfél Eredmény | Helyezés |
| ----------- | ----------- | --------- | --------- | --------------------------------- | ----------------- | ----------------- | ----------------- | ----------------- | ----------------- | -------- |
| Shamoli Ray | Egyéni      | 600       | 53.       | Gabriela Bayardo (MEX)(12.) · 0-6 | kiesett           | kiesett           | kiesett           | kiesett           | kiesett           | 33.      |

## Sportlövészet
Férfi
| Versenyző         | Versenyszám | Selejtező | Selejtező | Döntő   | Döntő    |
| Versenyző         | Versenyszám | Pont      | Helyezés  | Pont    | Helyezés |
| ----------------- | ----------- | --------- | --------- | ------- | -------- |
| Abdullah Hel Baki | Légpuska    | 621,2     | 25.       | kiesett | kiesett  |

## Úszás
Férfi
| Versenyző                | Versenyszám | Előfutam | Előfutam | Előfutam | Elődöntő | Elődöntő | Elődöntő | Döntő   | Döntő    |
| Versenyző                | Versenyszám | Idő      | Hely.    | Össz.    | Idő      | Hely.    | Össz.    | Idő     | Helyezés |
| ------------------------ | ----------- | -------- | -------- | -------- | -------- | -------- | -------- | ------- | -------- |
| Mohammad Mahfizur Rahman | 50 m gyors  | 23,92    | 5.       | 54.      | kiesett  | kiesett  | kiesett  | kiesett | kiesett  |

Női
| Versenyző   | Versenyszám | Előfutam | Előfutam | Előfutam | Elődöntő | Elődöntő | Elődöntő | Döntő   | Döntő    |
| Versenyző   | Versenyszám | Idő      | Hely.    | Össz.    | Idő      | Hely.    | Össz.    | Idő     | Helyezés |
| ----------- | ----------- | -------- | -------- | -------- | -------- | -------- | -------- | ------- | -------- |
| Sonia Aktar | 50 m gyors  | 29,99    | 3.       | 69.      | kiesett  | kiesett  | kiesett  | kiesett | kiesett  |